# Lista uczestników Tour de France 2009
Lista uczestników Tour de France 2009, który odbył się w dniach 4 – 26 lipca.

## Drużyny
Z osiemnastu drużyn UCI ProTour tylko Fuji-Servetto nie została zaproszona. Dodatkowo trzem drużynom przyznano dzikie karty, a są to: Skil-Shimano, Cervélo TestTeam oraz Agritubel. Każda z dwudziestu drużyn mogła wystawić po dziewięciu zawodników. Jako pierwszy listę zawodników zgłosił Rabobank, który ogłosił listę zawodników 18 czerwca.
| Cervélo TestTeam CTT          | Cervélo TestTeam CTT       | Cervélo TestTeam CTT | Cervélo TestTeam CTT |
| ----------------------------- | -------------------------- | -------------------- | -------------------- |
| #                             | Zawodnik                   | Wiek                 | Poz.                 |
| 1                             | Carlos Sastre              | 34                   | 17                   |
| 2                             | Íñigo Cuesta               | 40                   | 87                   |
| 3                             | José Ángel Gómez Marchante | 29                   | DNF-17               |
| 4                             | Wołodymir Gustow           | 32                   | 45                   |
| 5                             | Heinrich Haussler          | 25                   | 97                   |
| 6                             | Thor Hushovd               | 31                   | 106                  |
| 7                             | Andreas Klier              | 34                   | 155                  |
| 8                             | Brett Lancaster            | 29                   | 127                  |
| 9                             | Hayden Roulston            | 28                   | 79                   |
| Manager zespołu: Theo Maucher |                            |                      |                      |

| Silence-Lotto SIL              | Silence-Lotto SIL     | Silence-Lotto SIL | Silence-Lotto SIL |
| ------------------------------ | --------------------- | ----------------- | ----------------- |
| #                              | Zawodnik              | Wiek              | Poz.              |
| 11                             | Cadel Evans           | 32                | 30                |
| 12                             | Mickaël Delage        | 23                | 101               |
| 13                             | Sebastian Lang        | 29                | 76                |
| 14                             | Matthew Lloyd         | 26                | 46                |
| 15                             | Staf Scheirlinckx     | 30                | 123               |
| 16                             | Greg Van Avermaet     | 24                | 89                |
| 17                             | Jurgen Van den Broeck | 26                | 15                |
| 18                             | Johan Vansummeren     | 28                | 93                |
| 19                             | Charles Wegelius      | 31                | 59                |
| Manager zespołu: Marc Sergeant |                       |                   |                   |

| Astana AST                      | Astana AST                                                          | Astana AST | Astana AST |
| ------------------------------- | ------------------------------------------------------------------- | ---------- | ---------- |
| #                               | Zawodnik                                                            | Wiek       | Poz.       |
| 21                              | Alberto Contador › Mistrz Hiszpanii w jeździe indywidualnej na czas | 26         | 1          |
| 22                              | Lance Armstrong                                                     | 37         | 3          |
| 23                              | Andreas Klöden                                                      | 34         | 6          |
| 24                              | Levi Leipheimer                                                     | 35         | DNF-13     |
| 25                              | Dmitrij Murawjow                                                    | 30         | 148        |
| 26                              | Sérgio Paulinho                                                     | 29         | 35         |
| 27                              | Jarosław Popowycz                                                   | 29         | 41         |
| 28                              | Grégory Rast                                                        | 29         | 138        |
| 29                              | Haimar Zubeldia                                                     | 32         | 27         |
| Manager zespołu: Johan Bruyneel |                                                                     |            |            |

| Team Saxo Bank SAX           | Team Saxo Bank SAX                                                  | Team Saxo Bank SAX | Team Saxo Bank SAX |
| ---------------------------- | ------------------------------------------------------------------- | ------------------ | ------------------ |
| #                            | Zawodnik                                                            | Wiek               | Poz.               |
| 31                           | Andy Schleck › Mistrz Luksemburga w wyścigu ze startu wspólnego     | 24                 | 2                  |
| 32                           | Kurt Asle Arvesen › Mistrz Norwegii w wyścigu ze startu wspólnego   | 34                 | DNS-11             |
| 33                           | Fabian Cancellara › Mistrz Szwajcarii w wyścigu ze startu wspólnego | 28                 | 91                 |
| 34                           | Gustav Larsson                                                      | 28                 | 50                 |
| 35                           | Stuart O’Grady                                                      | 35                 | 124                |
| 36                           | Fränk Schleck                                                       | 29                 | 5                  |
| 37                           | Chris Anker Sørensen                                                | 24                 | 34                 |
| 38                           | Nicki Sørensen                                                      | 34                 | 31                 |
| 39                           | Jens Voigt                                                          | 37                 | DNF-16             |
| Manager drużyny: Bjarne Riis |                                                                     |                    |                    |

| Rabobank RAB                   | Rabobank RAB        | Rabobank RAB | Rabobank RAB |
| ------------------------------ | ------------------- | ------------ | ------------ |
| #                              |                     | Wiek         | Poz.         |
| 41                             | Dienis Mieńszow     | 31           | 51           |
| 42                             | Stef Clement        | 26           | 118          |
| 43                             | Juan Antonio Flecha | 31           | 102          |
| 44                             | Óscar Freire        | 33           | 99           |
| 45                             | Juan Manuel Gárate  | 33           | 62           |
| 46                             | Robert Gesink       | 23           | DNS-6        |
| 47                             | Grischa Niermann    | 33           | 54           |
| 48                             | Joost Posthuma      | 28           | 73           |
| 49                             | Laurens ten Dam     | 28           | 60           |
| Manager drużyny: Harold Knebel |                     |              |              |

| Garmin-Slipstream GRM               | Garmin-Slipstream GRM                                        | Garmin-Slipstream GRM | Garmin-Slipstream GRM |
| ----------------------------------- | ------------------------------------------------------------ | --------------------- | --------------------- |
| #                                   | Zawodnik                                                     | Wiek                  | Poz.                  |
| 51                                  | Christian Vande Velde                                        | 33                    | 8                     |
| 52                                  | Julian Dean                                                  | 34                    | 121                   |
| 53                                  | Tyler Farrar                                                 | 25                    | 151                   |
| 54                                  | Ryder Hesjedal                                               | 28                    | 49                    |
| 55                                  | Martijn Maaskant                                             | 25                    | 98                    |
| 56                                  | David Millar                                                 | 32                    | 85                    |
| 57                                  | Danny Pate                                                   | 30                    | 141                   |
| 58                                  | Bradley Wiggins                                              | 29                    | 4                     |
| 59                                  | David Zabriskie › Mistrz USA w jeździe indywidualnej na czas | 30                    | 77                    |
| Manager drużyny: Jonathan Vaughters |                                                              |                       |                       |

| Euskaltel-Euskadi EUS            | Euskaltel-Euskadi EUS | Euskaltel-Euskadi EUS | Euskaltel-Euskadi EUS |
| -------------------------------- | --------------------- | --------------------- | --------------------- |
| #                                |                       | Wiek                  | Poz.                  |
| 61                               | Mikel Astarloza       | 29                    | 11                    |
| 62                               | Igor Antón            | 26                    | 66                    |
| 63                               | Koldo Fernández       | 27                    | HD-8                  |
| 64                               | Egoi Martínez         | 31                    | 44                    |
| 65                               | Juan José Oroz        | 28                    | 107                   |
| 66                               | Alan Pérez            | 26                    | HD-19                 |
| 67                               | Rubén Pérez           | 27                    | 72                    |
| 68                               | Amets Txurruka        | 26                    | HD-19                 |
| 69                               | Gorka Verdugo         | 30                    | 61                    |
| Manager drużyny: Miguel Madariga |                       |                       |                       |

| Team Columbia-HTC THR          | Team Columbia-HTC THR                                                                                         | Team Columbia-HTC THR | Team Columbia-HTC THR |
| ------------------------------ | --- | --------------------- | --------------------- |
| #                              | | Wiek                  | Poz.                  |
| 71                             | Mark Cavendish                                                                                                | 24                    | 131                   |
| 72                             | Bernhard Eisel                                                                                                | 28                    | 150                   |
| 73                             | Bert Grabsch › Mistrz Świata w jeździe indywidualnej na czas › Mistrz Niemiec w jeździe indywidualnej na czas | 34                    | 134                   |
| 74                             | George Hincapie                                                                                               | 36                    | 19                    |
| 75                             | Tony Martin                                                                                                   | 24                    | 57                    |
| 76                             | Kim Kirchen › Mistrz Luksemburga w jeździe indywidualnej na czas                                              | 31                    | 36                    |
| 77                             | Maxime Monfort                                                                                                | 26                    | 28                    |
| 78                             | Mark Renshaw                                                                                                  | 26                    | 149                   |
| 79                             | Michael Rogers › Mistrz Australii w jeździe indywidualnej na czas                                             | 29                    | 103                   |
| Manager drużyny: Bob Stapleton | |                       |                       |

| Ag2r-La Mondiale ALM            | Ag2r-La Mondiale ALM                                          | Ag2r-La Mondiale ALM | Ag2r-La Mondiale ALM |
| ------------------------------- | ------------------------------------------------------------- | -------------------- | -------------------- |
| #                               |                                                               | Wiek                 | Poz.                 |
| 81                              | Władimir Jefimkin                                             | 27                   | DNF-15               |
| 82                              | José Luis Arrieta                                             | 38                   | 81                   |
| 83                              | Cyril Dessel                                                  | 34                   | DNF-17               |
| 84                              | Hubert Dupont                                                 | 28                   | 33                   |
| 85                              | Stéphane Goubert                                              | 39                   | 16                   |
| 86                              | Lloyd Mondory                                                 | 27                   | 133                  |
| 87                              | Rinaldo Nocentini                                             | 31                   | 14                   |
| 88                              | Christophe Riblon                                             | 28                   | 82                   |
| 89                              | Nicolas Roche › Mistrz Irlandii w wyścigu ze startu wspólnego | 25†                  | 23                   |
| Manager drużyny: Vincent Lavenu |                                                               |                      |                      |

| Liquigas LIQ                    | Liquigas LIQ        | Liquigas LIQ | Liquigas LIQ |
| ------------------------------- | ------------------- | ------------ | ------------ |
| #                               |                     | Wiek         | Poz.         |
| 91                              | Franco Pellizotti   | 31           | 37           |
| 92                              | Daniele Bennati     | 28           | 135          |
| 93                              | Roman Kreuziger     | 23           | 9            |
| 94                              | Alaksandr Kuczynski | 29           | 92           |
| 95                              | Vincenzo Nibali     | 24           | 7            |
| 96                              | Fabio Sabatini      | 24           | 147          |
| 97                              | Brian Vandborg      | 27           | 116          |
| 98                              | Alessandro Vanotti  | 28           | 120          |
| 99                              | Frederik Willems    | 29           | 86           |
| Manager drużyny: Roberto Amadio |                     |              |              |

| Française des Jeux FDJ       | Française des Jeux FDJ                                                | Française des Jeux FDJ | Française des Jeux FDJ |
| ---------------------------- | --------------------------------------------------------------------- | ---------------------- | ---------------------- |
| #                            |                                                                       | Wiek                   | Poz.                   |
| 101                          | Sandy Casar                                                           | 30                     | 12                     |
| 102                          | Jérôme Coppel                                                         | 22                     | DNF-12                 |
| 103                          | Anthony Geslin                                                        | 29                     | 119                    |
| 104                          | Jauhienij Hutarowicz › Mistrz Białorusi w wyścigu ze startu wspólnego | 25                     | 156                    |
| 105                          | Sébastien Joly                                                        | 30                     | DNF-7                  |
| 106                          | Christophe Le Mével                                                   | 28                     | 10                     |
| 107                          | Jérémy Roy                                                            | 26                     | 48                     |
| 108                          | Benoît Vaugrenard                                                     | 27                     | 142                    |
| 109                          | Jussi Veikkanen                                                       | 28                     | 108                    |
| Manager drużyny: Marc Madiot |                                                                       |                        |                        |

| Caisse d’Épargne GCE                   | Caisse d’Épargne GCE | Caisse d’Épargne GCE | Caisse d’Épargne GCE |
| -------------------------------------- | -------------------- | -------------------- | -------------------- |
| #                                      |                      | Wiek                 | Poz.                 |
| 111                                    | Óscar Pereiro        | 31                   | DNF-8                |
| 112                                    | David Arroyo         | 29                   | 69                   |
| 113                                    | Rui Costa            | 23†                  | DNF-12               |
| 114                                    | Arnaud Coyot         | 28                   | 115                  |
| 115                                    | Iván Gutiérrez       | 30                   | 71                   |
| 116                                    | Luis Pasamontes      | 29                   | 39                   |
| 117                                    | José Joaquín Rojas   | 24                   | 84                   |
| 118                                    | Luis León Sánchez    | 25                   | 26                   |
| 119                                    | Rigoberto Urán       | 22                   | 52                   |
| Manager drużyny: José-Miguel Echavarri |                      |                      |                      |

| Cofidis COF                 | Cofidis COF      | Cofidis COF | Cofidis COF |
| --------------------------- | ---------------- | ----------- | ----------- |
| #                           |                  | Wiek        | Poz.        |
| 121                         | David Moncoutié  | 34          | 58          |
| 122                         | Stéphane Augé    | 34          | 136         |
| 123                         | Samuel Dumoulin  | 28          | 139         |
| 124                         | Leonardo Duque   | 29          | 94          |
| 125                         | Bingen Fernández | 36          | 105         |
| 126                         | Christophe Kern  | 28          | 75          |
| 127                         | Sébastien Minard | 27          | 38          |
| 128                         | Amaël Moinard    | 27          | 65          |
| 129                         | Rémi Pauriol     | 27          | 43          |
| Manager drużyny: Éric Boyer |                  |             |             |

| Lampre LAM                        | Lampre LAM                                                      | Lampre LAM | Lampre LAM |
| --------------------------------- | --------------------------------------------------------------- | ---------- | ---------- |
| #                                 |                                                                 | Wiek       | Poz.       |
| 131                               | Alessandro Ballan › Mistrz Świata w wyścigu ze startu wspólnego | 29         | 95         |
| 132                               | Marco Bandiera                                                  | 25         | 145        |
| 133                               | Marzio Bruseghin                                                | 35         | 80         |
| 134                               | Angelo Furlan                                                   | 32         | DNF-12     |
| 135                               | David Loosli                                                    | 29         | 53         |
| 136                               | Daniele Righi                                                   | 33         | 110        |
| 137                               | Mauro Santambrogio                                              | 24         | 132        |
| 138                               | Marcin Sapa                                                     | 33         | 146        |
| 139                               | Simon Špilak                                                    | 23         | 109        |
| Manager drużyny: Giuseppe Saronni |                                                                 |            |            |

| Bbox Bouygues Telecom BBO             | Bbox Bouygues Telecom BBO | Bbox Bouygues Telecom BBO | Bbox Bouygues Telecom BBO |
| ------------------------------------- | ------------------------- | ------------------------- | ------------------------- |
| #                                     |                           | Wiek                      | Poz.                      |
| 141                                   | Thomas Voeckler           | 30                        | 67                        |
| 142                                   | Yukiya Arashiro           | 24                        | 129                       |
| 143                                   | William Bonnet            | 27                        | 128                       |
| 144                                   | Pierrick Fédrigo          | 30                        | 56                        |
| 145                                   | Said Haddou               | 26                        | 143                       |
| 146                                   | Laurent Lefèvre           | 33                        | 42                        |
| 147                                   | Alexandre Pichot          | 26                        | 117                       |
| 148                                   | Pierre Rolland            | 22                        | 22                        |
| 149                                   | Jurij Trofimow            | 25                        | 47                        |
| Manager drużyny: Jean-René Bernaudeau |                           |                           |                           |

| Quick Step QST                    | Quick Step QST                                           | Quick Step QST | Quick Step QST |
| --------------------------------- | -------------------------------------------------------- | -------------- | -------------- |
| #                                 |                                                          | Wiek           | Poz.           |
| 151                               | Sylvain Chavanel                                         | 30             | 20             |
| 152                               | Carlos Barredo                                           | 28             | 63             |
| 153                               | Tom Boonen › Mistrz Belgii w wyścigu ze startu wspólnego | 28             | DNS-15         |
| 154                               | Steven De Jongh                                          | 35             | 153            |
| 155                               | Stijn Devolder                                           | 29             | 83             |
| 156                               | Jérôme Pineau                                            | 29             | 88             |
| 157                               | Sébastien Rosseler                                       | 27             | 104            |
| 158                               | Matteo Tosatto                                           | 35             | 114            |
| 159                               | Jurgen Van de Walle                                      | 32             | DNS-3          |
| Manager drużyny: Patrick Lefevere |                                                          |                |                |

| Team Katusha KAT                 | Team Katusha KAT                                             | Team Katusha KAT | Team Katusha KAT |
| -------------------------------- | ------------------------------------------------------------ | ---------------- | ---------------- |
| #                                |                                                              | Wiek             | Poz.             |
| 161                              | Władimir Karpiec                                             | 28               | 13               |
| 162                              | Aleksandr Boczarow                                           | 34               | 18               |
| 163                              | Joan Horrach                                                 | 35               | 74               |
| 164                              | Michaił Ignatjew                                             | 22               | 140              |
| 165                              | Siergiej Iwanow                                              | 34               | 40               |
| 166                              | Danilo Napolitano                                            | 28               | HD-9             |
| 167                              | Filippo Pozzato › Mistrz Włoch w wyścigu ze startu wspólnego | 27               | 100              |
| 168                              | Nikołaj Trusow                                               | 24               | 122              |
| 169                              | Stijn Vandenbergh                                            | 25               | 96               |
| Manager drużyny: Stefano Feltrin |                                                              |                  |                  |

| Agritubel AGR                 | Agritubel AGR     | Agritubel AGR | Agritubel AGR |
| ----------------------------- | ----------------- | ------------- | ------------- |
| #                             |                   | Wiek          | Poz.          |
| 171                           | Christophe Moreau | 38            | 29            |
| 172                           | Maxime Bouet      | 22            | 70            |
| 173                           | Sylvain Calzati   | 30            | 55            |
| 174                           | Brice Feillu      | 23            | 25            |
| 175                           | Romain Feillu     | 25            | DNF-12        |
| 176                           | Eduardo Gonzalo   | 25            | DNF-8         |
| 177                           | David Lelay       | 29            | DNF-8         |
| 178                           | Geoffroy Lequatre | 28            | 64            |
| 179                           | Nicolas Vogondy   | 31            | 68            |
| Manager drużyny: David Fornes |                   |               |               |

| Team Milram MRM                   | Team Milram MRM     | Team Milram MRM | Team Milram MRM |
| --------------------------------- | ------------------- | --------------- | --------------- |
| #                                 |                     | Wiek            | Poz.            |
| 181                               | Linus Gerdemann     | 26              | 24              |
| 182                               | Gerald Ciolek       | 22              | 126             |
| 183                               | Markus Fothen       | 27              | 125             |
| 184                               | Johannes Fröhlinger | 24              | 78              |
| 185                               | Christian Knees     | 28              | 21              |
| 186                               | Niki Terpstra       | 25              | 152             |
| 187                               | Peter Velits        | 24              | 32              |
| 188                               | Fabian Wegmann      | 29              | 137             |
| 189                               | Peter Wrolich       | 35              | DNS-13          |
| Manager zespołu: Gerry van Gerwen |                     |                 |                 |

| Skil-Shimano SKS                  | Skil-Shimano SKS | Skil-Shimano SKS | Skil-Shimano SKS |
| --------------------------------- | ---------------- | ---------------- | ---------------- |
| #                                 |                  | Wiek             | Poz.             |
| 191                               | Cyril Lemoine    | 26               | 144              |
| 192                               | Fumiyuki Beppu   | 26               | 112              |
| 193                               | Simon Geschke    | 23               | 111              |
| 194                               | Jonathan Hivert  | 24               | 113              |
| 195                               | Thierry Hupond   | 24               | 154              |
| 196                               | Koen de Kort     | 26               | 90               |
| 197                               | Piet Rooijakkers | 28               | DNF-4            |
| 198                               | Albert Timmer    | 24               | 130              |
| 199                               | Kenny van Hummel | 26               | DNF-17           |
| Manager zespołu: Iwan Spekenbrink |                  |                  |                  |

## Zawodnicy według narodowości
| Państwo         | Kolarze |
| Australia       | 6       |
| Austria         | 2       |
| Białoruś        | 2       |
| Belgia          | 11      |
| Kanada          | 1       |
| Kolumbia        | 2       |
| Czechy          | 1       |
| Dania           | 3       |
| Finlandia       | 1       |
| Francja         | 41      |
| Niemcy          | 15      |
| Irlandia        | 1       |
| Włochy          | 15      |
| Japonia         | 2       |
| Kazachstan      | 1       |
| Luksemburg      | 3       |
| Holandia        | 11      |
| Nowa Zelandia   | 2       |
| Norwegia        | 2       |
| Polska          | 1       |
| Portugalia      | 2       |
| Rosja           | 8       |
| Słowacja        | 1       |
| Słowenia        | 1       |
| Hiszpania       | 28      |
| Szwecja         | 1       |
| Szwajcaria      | 3       |
| Ukraina         | 2       |
| Wielka Brytania | 4       |
| USA             | 7       |